# ارتش رهایی‌بخش ایران
ارتش رهایی‌بخش ایران با نام مخفف (آرا) نام سازمانی نظامی بود که بهرام آریانا به اتفاق غلامرضا ازهاری، سردار جاف، حسن جاف و حمایت اردشیر زاهدی، با حمایت دولت عراق برای حمله به ایران تأسیس کرد.
این گروه دارای بازوی سیاسی تحت عنوان پاسداران شاهنشاهی بود.

## تأسیس
آریانا پس از انقلاب برای مقابله با نظام تازه تأسیس جمهوری اسلامی اقدام به تأسیس سازمانی نظامی کرد که در عراق مستقر بود. این سازمان از حمایت‌های دولت عراق برخوردار بوده و از افسران و ارتشی‌های سابق، کردهای به رهبری سردار جاف و برخوردار بود. آریانا برای تشکیل این سازمان از حمایت سازمانهای اطلاعاتی عراق و کمک مالی شاه برخوردار بود. و بنا به اسناد وزارت خارجه آمریکا یکی از کمک‌های شاه به این سازمان ۱۰۰ هزار دلا ربوده‌است. میزان کل پولهای دریافتی این سازمان را تا دخ میلیون دلار تخمین می‌زنند. محمود فروغی (پسر ذکاءالملک فروغی) رابط مجموعه با آنان با رضا پهلوی بود. همچنین خلیلیان، معین زاده، افزار منش و آرش اسپهبدی (آرشیتکت) و و فریبا روانبخش (مسؤل سازمان جوانان ناسیونالیست) نیز با این مجموعه همکاری می‌کردند. نخستین نشریه این گروه به تاریخ ۲۰ / ۵ / ۱۳۵۸ منتشر شد.
آریانا هدف خود را از تشکیل این سازمان درو کردن ایران از خمینی و آخوندها و جلوگیری از افتادن آن به دست کمونیست‌ها اعلام کرده و در پاسخ به درخواست محمدرضا پهلوی در خصوص حمایت از او و فرزندش برای بازگشت سلطنت به ایران در برابر ۲۰ میلیون دلار کمک اعلام می‌کند که پس از کنار رفتن جمهوری اسلامی، این مردم هستند که در یک انتخابات تعیین کنند که آیا خواهان بازگشت سلطنت هستند یا خیر؟

## مفر سازمان
در ابتدا مفر اصلی این سازمان در شهریارولی عراق (جنوب شرقی کرکوک) قرار داشت. سپس با توجه به آغاز جنگ ایران عراق و نیاز به ایجاد جبهه جدید به منطقه وان ترکیه رفت و این گروه ۳۰۰ نفره در آنجا مستقر شدند.

## سرانجام
به دنبال اختلاف میان آریانا و اویسی در نهایت این سازمان پس از حضور در ترکیه فروپاشید.